# René Higuita
José René Higuita Zapata (Medellín, 27. kolovoza 1966.) je kolumbijski umirovljeni nogometni vratar. Odigrao je 68 utakmica za Kolumbiju, te je zabio 3 gola. 

## Karijera
Higuita je najvećim dijelom svoje karijere igrao za kolumbijski Atlético Nacional, te je pomogao klubu da osvoji nekoliko naslova prvaka Kolumbijske lige, kao i Copa Libertadores, te Copa Interamericana 1989. godine. 
Higuita je poznat po izumu takozvanog škorpion udarca, kojeg je primijenio u prijateljskoj utakmici protiv 
Engleske, u rujnu 1995. godine, blokirajući udarac Jamie Redknappa. Channel 4 je taj potez uvrstio među 100 najboljih sportskih trenutaka 2002. godine. 
Na terenu, Higuita je bio poznat po ekscentričnom stilu igre, često nepotrebno riskirajući driblajući pred vlastitim golom. Jedan takav neuspjeli dribling je koštao Kolumbiju ispadanja sa Svjestkog prvenstva 1990. godine, kada mu je kamerunski napadač Roger Milla oduzeo loptu, te zabio gol koji je njegovu reprezentaciju odveo u četvrtfinale. 
Prekinuo je mirovinu 2007. godine, da bi potpisao za venezuelanski klub Guaros.

## Privatni život
Higuita ima sa svojom ženom Magnoliom troje djece, Andrésa, Pamelu i Wilfreda, te kćer Cindy Carolinu iz prijašnjeg braka. 
Bio je veliki prijatelj Diega Maradone, te je igrao na njegovoj oproštajnoj utakmici 2001. godine.
Higuita je 23. studenoga 2004. godine bio pozitivan na doping testu na kokain, dok je igrao za ekvadorski Aucas.
Godine 2005. sudjelovao je u reality showu La isla de los famosos: Una aventura pirata 
("Otok slavnih: Gusarska avantura"), showu sličnom Survivoru.